# Castello di San Gregorio
Il castello di San Gregorio è un castello nella frazione di San Gregorio nel comune italiano di Assisi.

## Descrizione
Il castello, ancora nella struttura originale in arenaria, ciottoli e cotto, ha la porta d'accesso di forma ogivale sovrastata dal torrione, con le calatoie originali del ponte levatoio.